# Coppa Italia Serie D 2005-2006
La Coppa Italia Serie D di calcio 2005-2006, settima edizione della manifestazione, è iniziata il 28 agosto 2005 ed è terminata il 26 aprile 2006 con la vittoria del Sorrento.

## Regolamento
La formula dell'edizione 2005-2006 della Coppa Italia Serie D è rimasta più o meno invariata rispetto alla precedente. Vi partecipano le 164 squadre di Serie D.
Il Primo Turno prevede abbinamenti di due squadre con gare di andata e ritorno. Il Secondo Turno prevede abbinamenti di due squadre con gare di andata e ritorno, ed abbinamenti di tre squadre in triangolari. In seguito Sedicesimi, Ottavi, Quarti, Semifinali e Finale con gare di andata e ritorno.
Durante la fase ad eliminazione diretta, nel caso di parita al termine dei due incontri, non verranno disputati i tempi supplementari ma si tireranno direttamente i calci di rigore.

## Primo turno
| Squadra 1                               | Totale | Squadra 2      | Andata | Ritorno |
| --------------------------------------- | ------ | -------------- | ------ | ------- |
| andata (28.08.2005) ritorno (4.09.2005) |        |                |        |         |
| Aprilia                                 | 2 - 3  | Ferentino      | 1 - 2  | 1 - 1   |
| Bitonto                                 | 6 - 0  | Lavello        | 3 - 0  | 0 - 3   |
| Noicattaro                              | ? - ?  | San Paolo Bari | 0 - 1  | ? - ?   |
| Grottaglie                              | ? - ?  | Monopoli       | 0 - 0  | ? - ?   |
| Matera                                  | ? - ?  | FC Francavilla | 4 - 1  | ? - ?   |
| Manduria                                | ? - ?  | Brindisi       | 1 - 1  | ? - ?   |

## Secondo turno
| Squadra 1                                | Totale | Squadra 2           | Andata | Ritorno        |
| ---------------------------------------- | ------ | ------------------- | ------ | -------------- |
| andata (28.09.2005) ritorno (26.10.2005) |        |                     |        |                |
| Rodengo Saiano                           | 2 - 0  | Salò                | 2 - 0  | 0 - 0          |
| Mezzocorona                              | 0 - 5  | Bolzano             | 0 - 2  | 0 - 3          |
| Belluno                                  | 5 - 0  | Montebelluna        | 4 - 0  | 1 - 0          |
| Casteggio Broni                          | 2 - 5  | Voghera             | 1 - 2  | 1 - 3          |
| Crevalcore                               | 3 - 3  | Reno Centese        | 1 - 1  | 2 - 2          |
| Boca San Lazzaro                         | 2 - 3  | Virtus Castelfranco | 1 - 3  | 1 - 0          |
| Fortis Juventus                          | 2 - 3  | Sestese             | 1 - 1  | 1 - 2          |
| Maceratese                               | 3 - 1  | Tolentino           | 1 - 1  | 2 - 0          |
| Fortis Spoleto                           | 2 - 2  | Orvietana           | 1 - 1  | 1 - 1(2-3 dcr) |
| Nuovo Terzigno                           | 1 - 8  | Sorrento            | 1 - 5  | 0 - 3          |
| Brindisi                                 | 1 - 3  | Grottaglie          | 0 - 0  | 1 - 3          |
| Cosenza                                  | 0 - 4  | Vibonese            | 0 - 1  | 0 - 3          |
| Comiso                                   | 1 - 4  | Giarre              | 0 - 2  | 1 - 2          |
| Campobello                               | 0 - 1  | Trapani             | 0 - 0  | 0 - 1          |

### Gruppo 1
| Squadra      | P.ti | G | V | N | P | GF | GS | DR |
| ------------ | ---- | - | - | - | - | -- | -- | -- |
| 1. Canavese  | 6    | 2 | 2 | 0 | 0 | 4  | 1  | +3 |
| 2. Orbassano | 3    | 2 | 1 | 0 | 1 | 4  | 3  | +1 |
| 3. Trino     | 0    | 2 | 0 | 0 | 2 | 0  | 4  | -4 |

| 28 settembre 2005 | Trino | 0 – 1 | Canavese |  |

| 12 ottobre 2005 | Orbassano | 3 – 0 | Trino |  |

| 26 ottobre 2005 | Canavese | 3 – 1 | Orbassano |  |

### Gruppo 2
| Squadra       | P.ti | G | V | N | P | GF | GS | DR |
| ------------- | ---- | - | - | - | - | -- | -- | -- |
| 1. Solbiatese | 4    | 2 | 1 | 1 | 0 | 3  | 2  | +1 |
| 2. Cossatese  | 3    | 2 | 1 | 0 | 1 | 3  | 3  | +0 |
| 3. Varese     | 1    | 2 | 0 | 1 | 1 | 2  | 3  | -1 |

| 28 settembre 2005 | Solbiatese | 2 – 1 | Cossatese |  |

| 12 ottobre 2005 | Cossatese | 2 – 1 | Varese |  |

| 26 ottobre 2005 | Varese | 1 – 1 | Solbiatese |  |

### Gruppo 3
| Squadra    | P.ti | G | V | N | P | GF | GS | DR |
| ---------- | ---- | - | - | - | - | -- | -- | -- |
| 1. Tritium | 6    | 2 | 2 | 0 | 0 | 7  | 1  | +6 |
| 2. Como    | 3    | 2 | 1 | 0 | 1 | 4  | 1  | +3 |
| 3. Renate  | 0    | 2 | 0 | 0 | 2 | 1  | 10 | -9 |

| 28 settembre 2005 | Renate | 1 – 6 | Tritium |  |

| 12 ottobre 2005 | Como | 4 – 0 | Renate |  |

| 26 ottobre 2005 | Tritium | 1 – 0 | Como |  |

### Gruppo 4
| Squadra           | P.ti | G | V | N | P | GF | GS | DR |
| ----------------- | ---- | - | - | - | - | -- | -- | -- |
| 1. USO Calcio     | 4    | 2 | 1 | 1 | 0 | 5  | 3  | +2 |
| 2. Chiari         | 4    | 2 | 1 | 1 | 0 | 4  | 3  | +1 |
| 3. Bergamo Cenate | 0    | 2 | 0 | 0 | 2 | 2  | 5  | -3 |

| 28 settembre 2005 | Bergamo Cenate | 1 – 2 | Chiari |  |

| 12 ottobre 2005 | USO Calcio | 3 – 1 | Bergamo Cenate |  |

| 26 ottobre 2005 | Chiari | 2 – 2 | USO Calcio |  |

### Gruppo 5
| Squadra            | P.ti | G | V | N | P | GF | GS | DR |
| ------------------ | ---- | - | - | - | - | -- | -- | -- |
| 1. Sanvitese       | 4    | 2 | 1 | 1 | 0 | 5  | 4  | +1 |
| 2. Tamai           | 3    | 2 | 1 | 0 | 1 | 4  | 4  | +0 |
| 3. Itala San Marco | 1    | 2 | 0 | 1 | 1 | 3  | 4  | -1 |

| 28 settembre 2005 | Itala San Marco | 2 – 2 | Sanvitese |  |

| 12 ottobre 2005 | Tamai | 2 – 1 | Itala San Marco |  |

| 26 ottobre 2005 | Sanvitese | 3 – 2 | Tamai |  |

### Gruppo 6
| Squadra                 | P.ti | G | V | N | P | GF | GS | DR |
| ----------------------- | ---- | - | - | - | - | -- | -- | -- |
| 1. Montecchio           | 4    | 2 | 1 | 1 | 0 | 5  | 4  | +1 |
| 2. Chioggia Sottomarina | 3    | 2 | 1 | 0 | 1 | 5  | 3  | +2 |
| 3. Este                 | 1    | 2 | 0 | 1 | 1 | 2  | 5  | -3 |

| 28 settembre 2005 | Chioggia Sottomarina | 3 – 0 | Este |  |

| 12 ottobre 2005 | Este | 2 – 2 | Montecchio |  |

| 26 ottobre 2005 | Montecchio | 3 – 2 | Chioggia Sottomarina |  |

### Gruppo 7
| Squadra           | P.ti | G | V | N | P | GF | GS | DR |
| ----------------- | ---- | - | - | - | - | -- | -- | -- |
| 1. Sestri Levante | 6    | 2 | 2 | 0 | 0 | 3  | 1  | +2 |
| 2. Savona         | 1    | 2 | 0 | 1 | 1 | 1  | 2  | -1 |
| 3. Fo.Ce.Vara     | 1    | 2 | 0 | 1 | 1 | 0  | 1  | -1 |

| 28 settembre 2005 | Sestri Levante | 2 – 1 | Savona |  |

| 12 ottobre 2005 | Savona | 0 – 0 | Fo.Ce.Vara |  |

| 26 ottobre 2005 | Fo.Ce.Vara | 0 – 1 | Sestri Levante |  |

### Gruppo 8
| Squadra      | P.ti | G | V | N | P | GF | GS | DR |
| ------------ | ---- | - | - | - | - | -- | -- | -- |
| 1. Cervia    | 4    | 2 | 1 | 1 | 0 | 5  | 2  | +3 |
| 2. Cattolica | 2    | 2 | 0 | 2 | 0 | 4  | 4  | +0 |
| 3. Verucchio | 1    | 2 | 0 | 1 | 1 | 2  | 5  | -3 |

| 28 settembre 2005 | Cattolica | 2 – 2 | Verucchio |  |

| 12 ottobre 2005 | Cervia | 2 – 2 | Cattolica |  |

| 26 ottobre 2005 | Verucchio | 0 – 3 | Cervia |  |

### Gruppo 9
| Squadra         | P.ti | G | V | N | P | GF | GS | DR |
| --------------- | ---- | - | - | - | - | -- | -- | -- |
| 1. Sangimignano | 4    | 2 | 1 | 1 | 0 | 4  | 3  | +1 |
| 2. Cascina      | 3    | 2 | 1 | 0 | 1 | 4  | 3  | +1 |
| 3. Cecina       | 1    | 2 | 0 | 1 | 1 | 1  | 3  | -2 |

| 28 settembre 2005 | Cascina | 2 – 0 | Cecina |  |

| 12 ottobre 2005 | Cecina | 1 – 1 | Sangimignano |  |

| 26 ottobre 2005 | Sangimignano | 3 – 2 | Cascina |  |

### Gruppo 10
| Squadra        | P.ti | G | V | N | P | GF | GS | DR |
| -------------- | ---- | - | - | - | - | -- | -- | -- |
| 1. Pergolese   | 4    | 2 | 1 | 1 | 0 | 1  | 0  | +1 |
| 2. Sansepolcro | 3    | 2 | 1 | 0 | 1 | 3  | 3  | +0 |
| 3. Urbino      | 1    | 2 | 0 | 1 | 1 | 2  | 3  | -1 |

| 28 settembre 2005 | Sansepolcro | 3 – 2 | Urbino |  |

| 12 ottobre 2005 | Urbino | 0 – 0 | Pergolese |  |

| 26 ottobre 2005 | Pergolese | 1 – 0 | Sansepolcro |  |

### Gruppo 11
| Squadra          | P.ti | G | V | N | P | GF | GS | DR |
| ---------------- | ---- | - | - | - | - | -- | -- | -- |
| 1. Penne         | 4    | 2 | 1 | 1 | 0 | 3  | 1  | +2 |
| 2. Val di Sangro | 3    | 2 | 1 | 0 | 1 | 3  | 4  | -1 |
| 3. Grottammare   | 1    | 2 | 0 | 1 | 1 | 1  | 2  | -1 |

| 28 settembre 2005 | Grottammare | 0 – 0 | Penne |  |

| 12 ottobre 2005 | Val di Sangro | 2 – 1 | Grottammare |  |

| 26 ottobre 2005 | Penne | 3 – 1 | Val di Sangro |  |

### Gruppo 12
| Squadra                | P.ti | G | V | N | P | GF | GS | DR |
| ---------------------- | ---- | - | - | - | - | -- | -- | -- |
| 1. Guidonia Montecelio | 4    | 2 | 1 | 1 | 0 | 3  | 1  | +2 |
| 2. Ostia Mare          | 2    | 2 | 0 | 2 | 0 | 3  | 3  | +0 |
| 3. Monterotondo        | 1    | 2 | 0 | 1 | 1 | 2  | 4  | -2 |

| 28 settembre 2005 | Ostia Mare | 1 – 1 | Guidonia Montecelio |  |

| 12 ottobre 2005 | Monterotondo | 2 – 2 | Ostia Mare |  |

| 26 ottobre 2005 | Guidonia Montecelio | 2 – 0 | Monterotondo |  |

### Gruppo 13
| Squadra         | P.ti | G | V | N | P | GF | GS | DR |
| --------------- | ---- | - | - | - | - | -- | -- | -- |
| 1. Avezzano     | 6    | 2 | 2 | 0 | 0 | 4  | 1  | +3 |
| 2. Isola Liri   | 3    | 2 | 1 | 0 | 1 | 3  | 3  | +0 |
| 3. Spes Mentana | 0    | 2 | 0 | 0 | 2 | 0  | 3  | -3 |

| 28 settembre 2005 | Avezzano | 1 – 0 | Spes Mentana |  |

| 12 ottobre 2005 | Spes Mentana | 0 – 2 | Isola Liri |  |

| 26 ottobre 2005 | Isola Liri | 1 – 3 | Avezzano |  |

### Gruppo 14
| Squadra       | P.ti | G | V | N | P | GF | GS | DR |
| ------------- | ---- | - | - | - | - | -- | -- | -- |
| 1. Campobasso | 4    | 2 | 1 | 1 | 0 | 4  | 3  | +1 |
| 2. Cassino    | 3    | 2 | 1 | 0 | 1 | 5  | 2  | +3 |
| 3. Ferentino  | 1    | 2 | 0 | 1 | 1 | 2  | 6  | -4 |

| 28 settembre 2005 | Campobasso | 2 – 1 | Cassino |  |

| 12 ottobre 2005 | Cassino | 4 – 0 | Ferentino |  |

| 26 ottobre 2005 | Ferentino | 2 – 2 | Campobasso |  |

### Gruppo 15
| Squadra         | P.ti | G | V | N | P | GF | GS | DR |
| --------------- | ---- | - | - | - | - | -- | -- | -- |
| 1. Nuorese      | 4    | 2 | 1 | 1 | 0 | 1  | 0  | +1 |
| 2. Arzachena    | 3    | 2 | 1 | 0 | 1 | 2  | 2  | +0 |
| 3. Villacidrese | 1    | 2 | 0 | 1 | 1 | 1  | 2  | -1 |

| 28 settembre 2005 | Nuorese | 0 – 0 | Villacidrese |  |

| 12 ottobre 2005 | Arzachena | 0 – 1 | Nuorese |  |

| 26 ottobre 2005 | Villacidrese | 1 – 2 | Arzachena |  |

### Gruppo 16
| Squadra      | P.ti | G | V | N | P | GF | GS | DR |
| ------------ | ---- | - | - | - | - | -- | -- | -- |
| 1. Scafatese | 6    | 2 | 2 | 0 | 0 | 4  | 1  | +3 |
| 2. Ebolitana | 3    | 2 | 1 | 0 | 1 | 1  | 1  | +0 |
| 3. Savoia    | 0    | 2 | 0 | 0 | 2 | 1  | 4  | -3 |

| 28 settembre 2005 | Savoia | 1 – 3 | Scafatese |  |

| 12 ottobre 2005 | Ebolitana | 1 – 0 | Savoia |  |

| 2 novembre 2005 | Scafatese | 1 – 0 | Ebolitana |  |

### Gruppo 17
| Squadra          | P.ti | G | V | N | P | GF | GS | DR |
| ---------------- | ---- | - | - | - | - | -- | -- | -- |
| 1. Paganese      | 6    | 2 | 2 | 0 | 0 | 6  | 3  | +3 |
| 2. Sangiuseppese | 3    | 2 | 1 | 0 | 1 | 5  | 4  | +1 |
| 3. Pomigliano    | 0    | 2 | 0 | 0 | 2 | 0  | 4  | -4 |

| 28 settembre 2005 | Paganese | 4 – 3 | Sangiuseppese |  |

| 12 ottobre 2005 | Sangiuseppese | 2 – 0 | Pomigliano |  |

| 2 novembre 2005 | Pomigliano | 0 – 2 | Paganese |  |

### Gruppo 18
| Squadra       | P.ti | G | V | N | P | GF | GS | DR |
| ------------- | ---- | - | - | - | - | -- | -- | -- |
| 1. Matera     | 6    | 2 | 2 | 0 | 0 | 4  | 2  | +2 |
| 2. Bitonto    | 1    | 2 | 0 | 1 | 1 | 1  | 2  | -1 |
| 3. Noicattaro | 1    | 2 | 0 | 1 | 1 | 1  | 2  | -1 |

| 28 settembre 2005 | Bitonto | 1 – 2 | Matera |  |

| 12 ottobre 2005 | Noicattaro | 0 – 0 | Bitonto |  |

| 26 ottobre 2005 | Matera | 2 – 1 | Noicattaro |  |

## Sedicesimi di finale
| Squadra 1                                | Totale | Squadra 2           | Andata | Ritorno        |
| ---------------------------------------- | ------ | ------------------- | ------ | -------------- |
| andata (09.11.2005) ritorno (23.11.2005) |        |                     |        |                |
| Canavese                                 | 0 - 2  | Nuorese             | 0 - 1  | 0 - 1          |
| Tritium                                  | 2 - 2  | Solbiatese          | 1 - 1  | 1 - 1(5-6 dcr) |
| Voghera                                  | 1 - 0  | Sestri Levante      | 0 - 0  | 1 - 0          |
| Rodengo Saiano                           | 3 - 3  | USO Calcio          | 3 - 1  | 0 - 2          |
| Montecchio                               | 3 - 1  | Sanvitese           | 2 - 1  | 1 - 0          |
| Belluno                                  | 1 - 3  | Bolzano             | 1 - 1  | 0 - 2          |
| Virtus Castelfranco                      | 9 - 1  | Sestese             | 5 - 0  | 4 - 1          |
| Crevalcore                               | 0 - 6  | Cervia              | 0 - 1  | 0 - 5          |
| Sangimignano                             | 2 - 6  | Orvietana           | 1 - 2  | 1 - 4          |
| Pergolese                                | 1 - 0  | Maceratese          | 1 - 0  | 0 - 0          |
| Penne                                    | 1 - 3  | Guidonia Montecelio | 0 - 2  | 1 - 1          |
| Avezzano                                 | 3 - 2  | Campobasso          | 1 - 0  | 2 - 2          |
| Sorrento                                 | 5 - 2  | Scafatese           | 4 - 0  | 1 - 2          |
| Paganese                                 | 0 - 3  | Grottaglie          | 0 - 0  | 0 - 3          |
| Matera                                   | 3 - 2  | Vibonese            | 1 - 2  | 2 - 0          |
| Giarre                                   | 4 - 1  | Trapani             | 3 - 1  | 1 - 0          |

## Ottavi di finale
| Squadra 1                                | Totale | Squadra 2           | Andata | Ritorno        |
| ---------------------------------------- | ------ | ------------------- | ------ | -------------- |
| andata (11.01.2006) ritorno (25.01.2006) |        |                     |        |                |
| Solbiatese                               | 1 - 2  | Voghera             | 0 - 1  | 1 - 1          |
| USO Calcio                               | 0 - 2  | Nuorese             | 0 - 1  | 0 - 1          |
| Bolzano                                  | 1 - 0  | Montecchio          | 0 - 0  | 1 - 0          |
| Cervia                                   | 2 - 2  | Virtus Castelfranco | 1 - 1  | 1 - 1(4-3 dcr) |
| Orvietana                                | 3 - 3  | Pergolese           | 1 - 1  | 2 - 2          |
| Guidonia Montecelio                      | 8 - 2  | Avezzano            | 4 - 1  | 4 - 1          |
| Grottaglie                               | 2 - 3  | Sorrento            | 2 - 1  | 0 - 2          |
| Matera                                   | 1 - 1  | Giarre              | 1 - 1  | 0 - 0          |

## Quarti di finale
| Squadra 1                                | Totale | Squadra 2           | Andata | Ritorno |
| ---------------------------------------- | ------ | ------------------- | ------ | ------- |
| andata (08.02.2006) ritorno (22.02.2006) |        |                     |        |         |
| Cervia                                   | 5 - 4  | Bolzano             | 3 - 4  | 2 - 0   |
| Nuorese                                  | 1 - 5  | Voghera             | 1 - 2  | 0 - 3   |
| Sorrento                                 | 5 - 3  | Guidonia Montecelio | 4 - 2  | 1 - 1   |
| Giarre                                   | 3 - 2  | Orvietana           | 1 - 0  | 2 - 2   |

## Semifinali
| Squadra 1                                | Totale | Squadra 2 | Andata | Ritorno |
| ---------------------------------------- | ------ | --------- | ------ | ------- |
| andata (08.03.2006) ritorno (22.03.2006) |        |           |        |         |
| Giarre                                   | 3 - 1  | Voghera   | 2 - 1  | 1 - 0   |
| Sorrento                                 | 6 - 4  | Cervia    | 2 - 2  | 4 - 2   |

## Finale
| Squadra 1 | Totale | Squadra 2 | Andata     | Ritorno    |
| --------- | ------ | --------- | ---------- | ---------- |
|           |        |           | 12.04.2006 | 26.04.2006 |
| Giarre    | 2 - 3  | Sorrento  | 1 - 2      | 1 - 1      |

| Arbitro: | Barbiero (Vicenza) |

| |            | |
| Amico 53’ | Marcatori  | 44’ Teta 79’ Ripa                                                                                              |
| Saia Giuffrida Raffa Bonnici Cutrufello Vassallo Elamraoui (90' Puglisi) Aiello Madonia (84' Curcuruto) Camarda Amico | Formazioni | Terminiello Ferrara Gargiulo Renna Ferraro Iorio (84' Porzio) Solimene (38' Teta) Ottobre Ripa Russo Di Miceli |
| Di Maria | Allenatori | Cioffi |

| Arbitro: | Tidona (Torino) |

| |            | |
| Ripa 54’ | Marcatori  | 41’ Amico |
| Terminiello Maraucci Ottobre (56' Porzio) Iorio Pezzella Marciano (89' Teta) Renna Maiorano Russo Ripa (70' Solimene) Ingenito | Formazioni | Saia Giuffrida Cutrufello Vassallo Raffa Bonnici (72' Litteri) Aiello Camarda (72' Curcuruto) Elamraoui (85' Carbonaro) Madonia Amico |
| Cioffi | Allenatori | Di Maria |